# Kågeröds kyrka
Kågeröds kyrka är en kyrkobyggnad i Kågeröd. Den är församlingskyrka i Kågeröd-Röstånga församling i Lunds stift.

## Kyrkobyggnaden
Kyrkan är byggd av gråsten i romansk stil och härstammar troligen från senare delen av 1100-talet. Den bestod då av ett långhus, ett smalare kor och förmodligen en absid i öster. Denna byggnad hade en sydlig och en nordlig ingång. Tidigt under 1200-talet tillkom ett lågt torn i väster, som senare under medeltiden förhöjdes med en tegelpåbyggnad, försedd med trappgavlar med blinderingar i öster och väster. Valven slogs på 1400-talet. Senare under medeltiden, troligen på 1500-talet, förlängdes kyrkan åt öster efter att koret och den förmodade absiden rivits. Vapenhuset i söder tillkom troligen vid samma tid, då murverket där är av samma stil som östförlängningen. Möjligen fanns även ett nordligt vapenhus. En sakristia och gravkammare i sydöst tillkom tidigast på 1560-talet, då Otto Brahe erhöll patronatsrätten. Ett tvärskepp ("nykyrka") åt norr byggdes till 1780 i samband med att familjen Wachtmeister tog över patronatsrätten. De gamla delarna av kyrkan försågs med nya och större fönster 1797, då kyrkan också putsades och vitkalkades. Tornet byggdes då delvis om och klockorna från en fristående klockstapel hängdes upp där. En ny västlig ingång öppnades upp 1914, då samtidigt bottenvåningen av tornet gjordes om till vapenhus. Öppningen från södra vapenhuset blockerades 1916, då Brahe-epitafiet hängdes upp där. Vid en renovering 2022 flyttades epitafiet fram till sakristian och södra vapenhuset gjordes åter tillgängligt inifrån långhuset, endast avskild av en senmedeltida järnbeslagen port som samtidigt återfick sin plats.

## Interiör
- I kyrkans valv finns kalkmålningar från slutet av 1400-talet som är målade av Everlövsmästaren.
- I kyrkan finns ett epitafium över Brahesläkten. Detta epitafium skänktes av familjen Wachtmeister på Knutstorp till Kågeröds Kyrka.
- Astronomen Tycho Brahe föddes 1546 på Knutstorps borg strax utanför Kågeröd.

## Inventarier
- Predikstolen tillkom 1696 och altaruppsatsen 1703, båda skurna av bildhuggaren Gustav Kilman.
- Ett triumfkrucifix härstammar från 1400-talets senare del.[1] Detta förvaras idag på Lunds universitets Historiska Museum.
- I kyrkan finns en dopfunt av sandsten i romansk stil från 1100-talet.
- Bänkinredningen är tillverkad 1695 och inkluderar herrskapsbänkar tillverkade för greve Knud Thotts familj.
- Ett huvudbaner för Cornelius Anckarstjerna från 1714.

### Orgel
- 1876 byggde Anders Victor Lundahl, Malmö en orgel med 8 stämmor och 1 manual. Den blev skänkt av grevinnan Wachtmeister på Näs i Jönköpings län till församlingen och kostade 4 500 kronor. Församlingen tackade med ett telegram.[2]
- 1947 byggde Åkerman & Lund, Stockholm en orgel med 16 stämmor.
- Den nuvarande orgeln byggdes 1980 av Anders Persson Orgelbyggeri, Viken, Höganäs kommun och har mekanisk traktur och elektrisk registratur. Fasaden är från en tidigare orgel.

| Huvudverk I    | Svällverk II      | Pedal       | Koppel |
| Principal 8    | Gedackt 8´        | Subbas 16´  | I/P    |
| Rörflöjt 8'    | Fugara 8'         | Gedackt 8´  | II/P   |
| Oktava 4'      | Principal 4'      | Flöjtbas 4' | II/I   |
| Spetsflöjt 4'  | Täckflöjt 4'      | Fagott 16'  |        |
| Waldflöjt 2'   | Oktava 2'         |             |        |
| Cornett 3 chor | Cymbel 3 chor     |             |        |
| Mixtur 3 chor  | Krumhorn 8'       |             |        |
| Trumpet 8'     | Tremulant         |             |        |
|                | Crescendosvällare |             |        |

## Bildgalleri

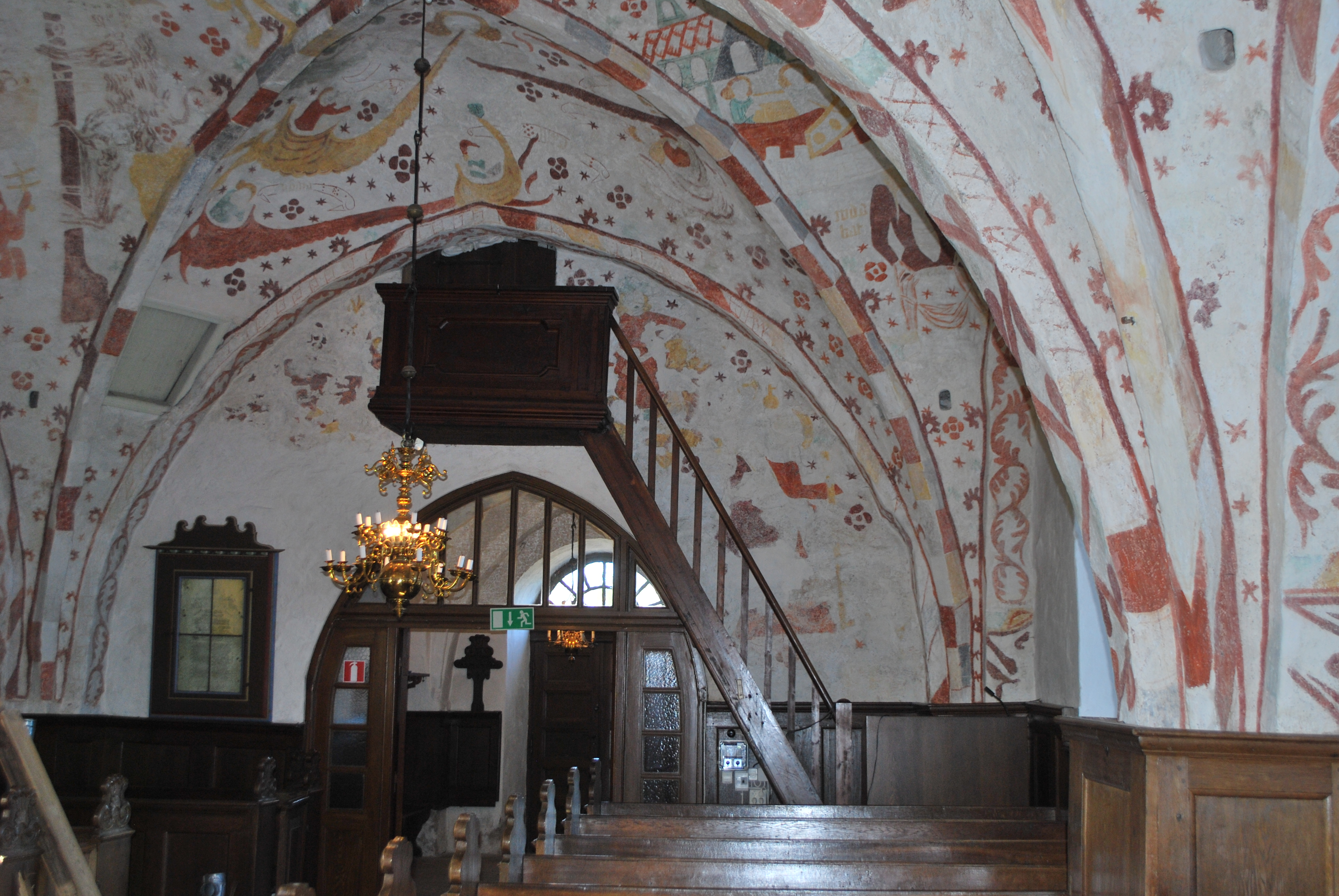
Kyrkorum mot väster
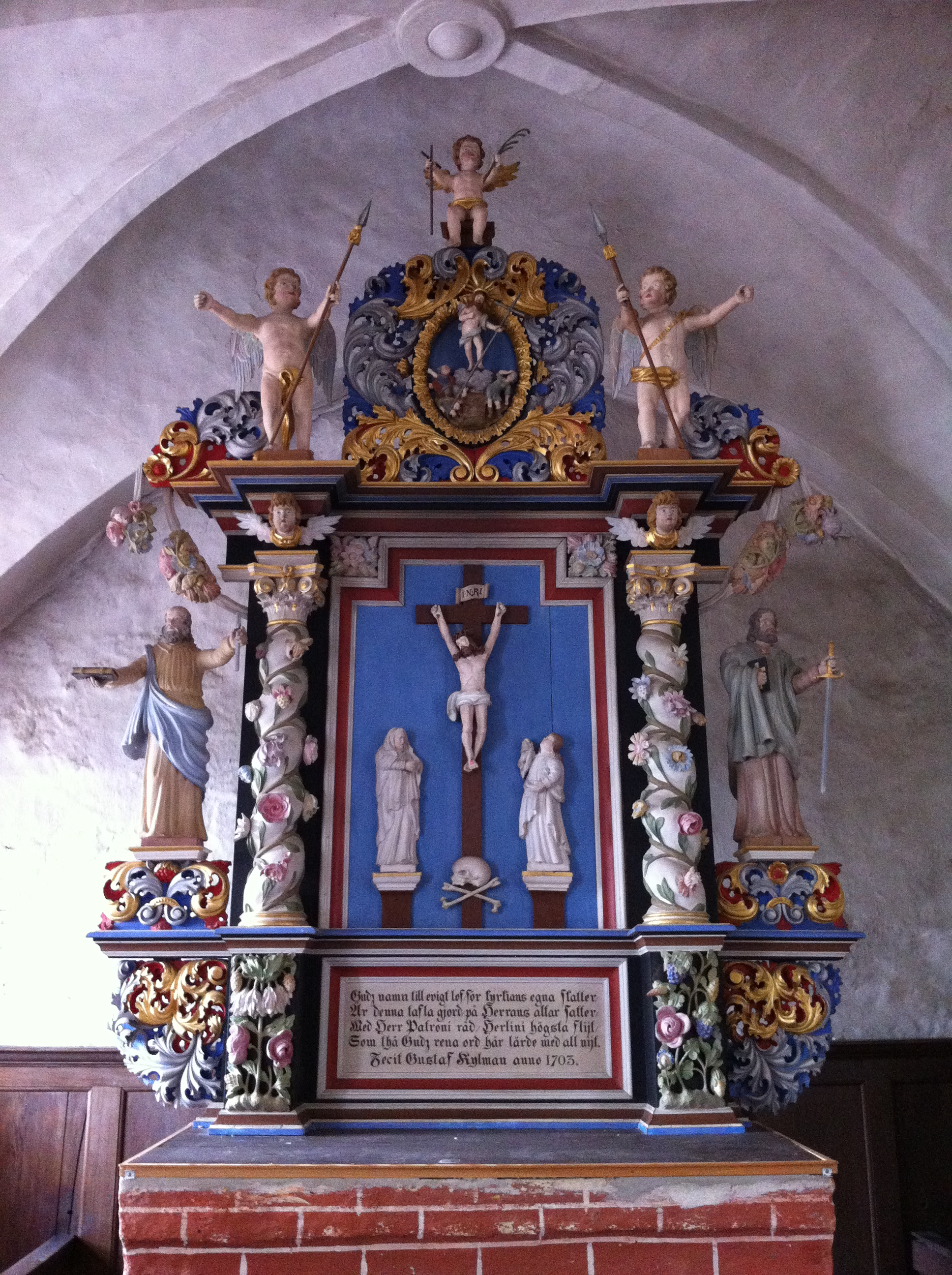
Altartavla
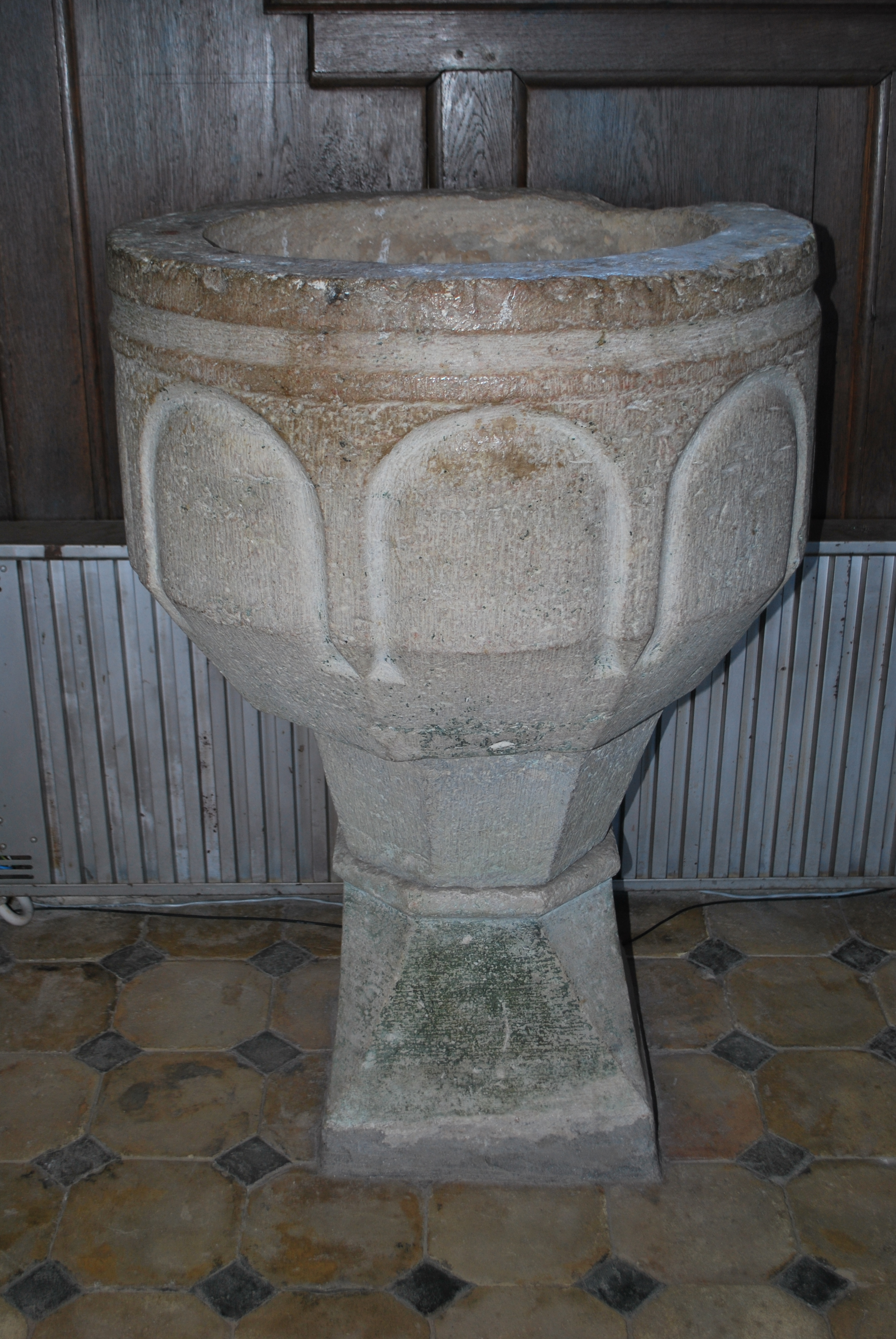
Dopfunt
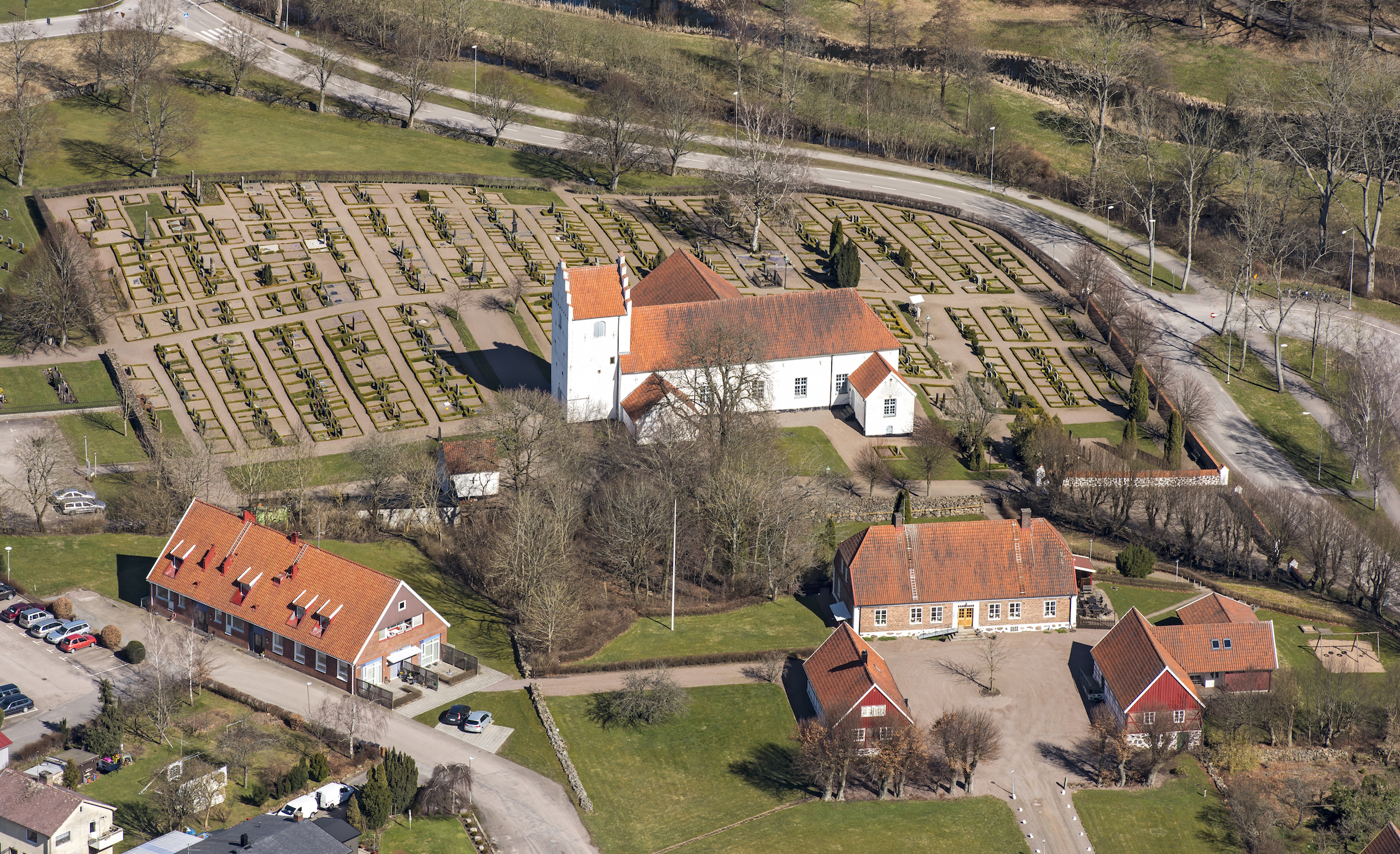
Flygbild